# Quebrada Mishquiyacu
Die Quebrada Mishquiyacu (Quechua: mishquiyacu für „reich an Wasser“) ist ein etwa 40 km langer rechter Nebenfluss des Río Huallaga in der Provinz Picota in der Region San Martín im zentralen Norden Perus.

## Flusslauf
Die Quebrada Mishquiyacu entspringt an der Westflanke der Cordillera Azul auf einer Höhe von etwa 1000 m. Das Quellgebiet befindet sich im äußersten Osten des Distrikts Tres Unidos. Die Quebrada Mishquiyacu fließt in überwiegend nordwestlicher Richtung durch die beiden Distrikt Tres Unidos und Pilluana im Nordosten der Provinz Picota. Bei Flusskilometer 12 passiert der Fluss die am rechten Flussufer gelegene Kleinstadt Tres Unidos, bei Flusskilometer 6 die am linken Flussufer gelegene Ortschaft Mishquiyacu. 4,5 km oberhalb der Mündung trifft die Quebrada Cachiyacu, der Abfluss des Sees Laguna Sauce, von Norden kommend auf den Fluss. Die Quebrada Mishquiyacu passiert das am linken Ufer gelegene Distriktverwaltungszentrum Pilluana und mündet etwa einen Kilometer nördlich von Pilluana auf einer Höhe von etwa 208 m in den Río Huallaga.

## Einzugsgebiet
Das Einzugsgebiet der Quebrada Mishquiyacu umfasst eine Fläche von etwa 520 km². Es erstreckt sich über die Distrikte Tres de Unidos und Sauce (Provinz San Martín) sowie über einen Großteil des Distrikts Pilluana. Es besteht aus Hügelland mit zahlreichen landwirtschaftlich genutzten Flächen. Im Nordwesten des Einzugsgebiets befindet sich der See Laguna Sauce. Das Einzugsgebiet der Quebrada Mishquiyacu grenzt im Nordwesten an das des abstrom gelegenen Río Huallaga, im Nordosten an das der Quebrada Chipaota, im Osten an das des Río Cushabatay sowie im Süden an das des Río Ponasa.